# Юй Лань
Юй Лань (кит. упр. 于藍, пиньинь Yú Lán; 3 июня 1921 — 28 июня 2020) — китайская актриса

. В 1961 году стала лауреатом «Серебряного приза» за Лучшую женскую роль на 2-м Московском международном кинофестивале за роль в фильме «Семья революционеров».

## Биография
Юй родилась в 1921 году в Сюяне, Ляонин, как Юй Пэйвэнь (китайское:文文). В 1938 году она поступила в Контр-японский военно-политический университет, а после 1940 года работала актрисой в компании, связанной с Академией искусств Люксун.
Умерла в Пекине 28 июня 2020 года в возрасте 99 лет.